# Eikelandsosen
Eikelandsosen er en by der var administrationsby i den tidligere Fusa kommune, nu Bjørnafjorden i Vestland fylke i Norge.
Eikelandsosen har 480 indbyggere (2012), og er kommunens eneste by. Den ligger inderst i Eikelandsfjorden og Fusafjorden. Riksvei 48 og fykesvei 552 går gennem Eikelandsosen, i retning Bergen og Gjermundshamn.